# Rokometni klub Olimpija
Rokometni klub Olimpija je ljubljanski ženski rokometni klub, ustanovljen leta 1949 v Ljubljani kot rokometna sekcija športnega društva Enotnost. Rokometno sekcijo je ustanovil Mitja Vidic, ki je v Olimpiji deloval vse od nastanka leta 1949, do leta 1991. Mitja Vidic sodi s svojo ambicijo, sanjami, zavzetostjo in svojim neumornim delovanjem med velikane in legende slovenskega rokometa. Pomemben mejnik za klub predstavlja leto 1965, ko so se na pobudo takratnega predsednika kluba Boža Starmana združile tri ljubljanske ekipe in sicer Enostnost, Svoboda in Šiška, ki je bila takrat tudi najboljša ljubljanske ekipa. Nastala je Olimpija. 
Leta 1983 (sezona 1982/83) se je Olimpiji po vsega eni izgubljeni tekmi v 2. zvezni jugoslovanski ligi uspelo uvrstiti v 1. zvezno jugoslovansko ligo. V klubu so takrat pod vodstvom glavnega trenerja Leopolda Jerasa in njegovega pomočnika Boruta Penka igrale najboljše slovenske igralke. V tej izjemni sezoni so dres Olimpije nosile Jožica Sušnik (kapetanka), Marta Bon, Ines Černe, Sonja Čotar, Zdenka Dežman, Maja Goljar, Gorana Ivanovič, Nina Jančič, Cvetka Kelc, Jelka Lušina, Željka Maras, Mara Samardžija in Milja Tomšič. 
Prvo sezono v prvi zvezni ligi (1983/84) so med dvanajstimi ekipami osvojile deveto mesto. Izjemen uspeh so igralke Olimpije v tej sezoni dosegle v pokalnem tekmovanju, kjer so se uvrstile celo v finale. Naslednji dve sezoni je ekipa (od leta 1984 je imela novega generalnega sponzorja in novo ime, RK Belinka Olimpija) končala na petem mestu, v sezoni 1986/87 so bile še mesto boljše, v sezonah 1987/88 in 1988/89 pa je tedaj Belinka Olimpija osvojila tretje mesto. 
Prve sezone v samostojni Sloveniji so bile rezultatsko sicer uspešne, vendar so jih še bolj kot doseženi rezultati zaznamovale finančne težave. V sezonah 1991/92, 1992/93 in 1993/94 je Olimpija osvojila naslov slovenskih prvakinj, dvakrat tudi naslov pokalnih zmagovalk. Klub je tista leta vzdrževal minimalno finančno organizacijsko strukturo, nova strategija in ambicije pa je vodstvo kluba oblikovalo leta 1995, ko je klub prevzelo podjetje Robit, d. o. o., njegov lastnik Robert Žitnik pa je postal novi predsednik kluba. V sezoni 1996/97 je Olimpija dosegla največji klubski uspeh z osvojitvijo Pokala evropske rokometne zveze.  
Leta 1997 je dvorana Tivoli gostila tudi finalni turnir vseh zmagovalk evropskih pokalov – pokal evropskih prvakinj oziroma t. i. Robit Cup, ki je v Ljubljani potekal 20. in 21. septembra. Zmagovalke turnirja so bile igralke Mar Valencie. 
Začetek novega tisočletja Olimpiji ni bil najbolj naklonjen, saj so se začele različne težave, kljub temu pa je ekipa dosegala vidne rezultate v državnem prvenstvu in pokalu. Razmere so pripeljale do krize in padca, ki ga je Olimpija pod vodstvom predsednika Dušana Kecmana uspela med letoma 2003 in 2007 ustaviti in klub stabilizirati. 
V sezono 2008/09 je Olimpija vstopila z novim vodstvom. Predsednika Dušana Kecmana je zamenjal Jure Janković ob katerem so stali člani predsedstva Franjo Bobinac, Tomaž Jeršič in Dušan Kecman. Glavni trener ekipe je postal Robert Beguš, ki je v klub pripeljal vrsto novih igralk. Klub je pridobil tudi nove sponzorje in je v prihodnost gledal ambiciozno, osrednje vodilo delovanja pa je bil pohod na najvišja mesta v slovenskem ženskem rokometu, ki jih je Olimpija v preteklosti že osvajala, in doseganje vse vidnejših rezultatov tudi v evropskem rokometnem merilu.  
Leto 2009, katero je bilo posebej slovesno, saj je v tem letu Olimpija praznovala 60 let od ustanovitve kluba se je končalo katastrofalno za klub z dolgoletno tradicijo. Ambiciozni načrti vodstva kluba in trenerskega kadra članske ekipe so se izkazali za popolnoma nerealne, gledano s finančnega vidika. Zaradi neizpolnjenih finančnih obveznosti je večina igralk članske ekipe na čelu z njihovim vodstvom zapustila klub do začetka leta 2010. Dolgovi, ki so nastali pod vodstvom uprave kluba so pripeljali Olimpijo na rob prepada. 
Sezono 2010/2011 je moštvo iz Tivolija pripeljalo do konca z mešano ekipo mladink in kadetinj ter se uspelo obdržati med prvoligaško druščino. Vendar pa so bile posledice delovanja uprave katastrofalne predvsem za mladinski pogon kluba, ki je v teh dveh “ambicioznih” sezonah izgubil 20 mladih igralk.  
V sezoni 2011/2012 je Olimpija doživela klavrno slovo iz prvoligaškega okolja…  
Sezona 2012/2013 je prinesla končni račun politike vodenja kluba med letoma 2008 in 2010. Vsled izredno slabega finančnega stanja in še vedno velikih dolgov je bil klub primorani razpustiti člansko ekipo in poizkusti rešiti vsaj mladinski pogon. 

## Ime kluba
- 1950 - 1952: Rokometni klub Enotnost
- 1953 - 1964: Rokometni klub Svoboda
- 1965: Rokometni klub Svoboda-Olimpija
- 1965 - 1984: Rokometni klub Olimpija
- 1984 - 1991: Rokometni klub Belinka Olimpija
- 1991 - 1995: Rokometni klub Olimpija
- 1995 - 1999: Rokometni klub Robit Olimpija
- 1999 - 2003: Rokometni klub Olimpija
- 2003 - 2007: Rokometni klub Olimpija PLK
- 2007 - : Rokometni klub Olimpija

## Dosežki
- Jugoslovanska liga
  - 1972: Uvrstitev v 2. zvezno ligo
  - 1971 - 1982: Nastopanje v 2. zvezni ligi
  - 1983/84, 9. mesto v 1. zvezni jugoslovanski ligi
  - 1984/85, 5. mesto v 1. zvezni ligi
  - 1985/86, 5. mesto v 1. zvezni ligi
  - 1986/87, 4. mesto v 1. zvezni ligi
  - 1987/88, 3. mesto v 1. zvezni ligi
  - 1988/89, 3. mesto v 1. zvezni ligi
  - 1989/90, 5. mesto v 1. zvezni ligi
  - 1990/91, 11. mesto v 1. zvezni ligi
- Slovenska liga
  - 1991/92, 1. mesto 1. DRL ženske
  - 1992/93, 1. mesto 1. DRL ženske
  - 1993/94, 1. mesto 1. DRL ženske
  - 1994/95, 2. mesto 1. DRL ženske
  - 1995/96, 2. mesto 1. DRL ženske
  - 1996/97, 2. mesto 1. DRL ženske
  - 1997/98, 2. mesto 1. DRL ženske
  - 1998/99, 2. mesto 1. DRL ženske
  - 1999/00, 2. mesto 1. DRL ženske
  - 2000/01, 4. mesto 1. DRL ženske
  - 2001/02, 4. mesto 1. DRL ženske
  - 2002/03, 5. mesto 1. DRL ženske
  - 2003/04, 4. mesto 1. DRL ženske
  - 2004/05, 3. mesto 1. DRL ženske
  - 2005/06, 3. mesto 1. DRL ženske
  - 2006/07, 10. mesto 1. DRL ženske
  - 2007/08, 5. mesto 1. DRL ženske
  - 2008/09, 2. mesto 1. DRL ženske
  - 2009/10, 2. mesto 1. DRL ženske
  - 2010/11, 8. mesto 1. DRL ženske
  - 2011/12, 11. mesto 1. DRL ženske
  - 2012/13, 1. mesto 1.B DRL ženske

- Slovenski pokal
  - Zmagovalke: 2 (1992, 1998)
  - Finalistke: 6 (1996, 1997, 1999, 2000, 2003, 2005)

- Pokal evropske rokometne zveze
  - Zmagovalke: 1 (1996–97)
  - Polfinale: 1 (1987–88)
  - Četrtfinale: 1 (1989–90)

## Trenerji
- 1983 - 1986: Leopold Jeras
- 1986 - 1987: Borut Penko
- 1987 - 1988: Borut Penko, Nikola Radić
- 1988 - 1989: Janković, Cveto Pavčič
- 1989 - 1990: Jiti Zerzan
- 1990 - 1991: Jiri Zerzan, Nikola Radić
- 1991 - 1992: Antun Bašič
- 1992 - 1993: Andrej Kavčič
- 1993 - 1996: Leopold Jeras
- 1996 - 1999: Pavel Čumakov
- 1999 - 2001: Zdenko Mikulin
- 2001 - 2002: Marko Berce
- 2002 - 2006: Jani Pernar
- 2006 - 2007: Jože Jeglič
- 2007 - 2008: Mira Vinčič
- 2008 - 2010: Robert Beguš
- 2010 - 2011: Robert Beguš, Marjeta Veber Marton
- 2011 - 2013: Vesna Petrović